# Енкаевское сельское поселение
Енка́евское се́льское поселе́ние — муниципальное образование в Кадомском районе Рязанской области.

## Население
| 2010 | 2012 | 2013 | 2014 | 2015 | 2016 | 2017 |
| ---- | ---- | ---- | ---- | ---- | ---- | ---- |
| 677  | ↘643 | ↘620 | ↘590 | ↘570 | ↘561 | ↗564 |
| 2018 | 2019 | 2020 | 2021 |      |      |      |
| ↘559 | ↘547 | ↘536 | ↘533 |      |      |      |

## Административное устройство
Границы сельского поселения определяются законом Рязанской области от 07.10.2004 №80-ОЗ.
В состав сельского поселения входят 16 населённых пунктов
- Енгазино (деревня) — 35[13]
- Енкаево (село, административный центр) — 151[13]
- Еромчино (деревня) — 24[13]
- Жданово (деревня) — 0[13]
- Желаево (деревня) — 0[13]
- Кожухово (деревня) — 0[13]
- Колетино (деревня) — 0[13]
- Красные Починки (деревня) — 5[13]
- Новое Пошатово (деревня) — 66[13]
- Новые Починки (деревня) — 4[13]
- Пургасово (село) — 24[13]
- Старое Пошатово (село) — 0[13]
- Старый Кадом (село) — 105[13]
- Трубаковка (деревня) — 3[13]
- Чернышово (село) — 0[13]
- Четово (село) — 260[13]